# Ol'ha Bohomolec'
Ol'ha Vadymivna Bohomolec' (in ucraino Ольга Вадимівна Богомолець?; Kiev, 22 marzo 1966) è una medica e politica ucraina, fondatrice e capo medico dell'Istituto di dermatologia e cosmetologia. Dal 2004 al 2005 medico personale del presidente dell'Ucraina Viktor Juščenko. Nel settembre 2014 è stata nominata consigliere per le questioni umanitarie del presidente dell'Ucraina Petro Porošenko, nell'ottobre 2014 è stata anche eletta dal blocco di Petro Porošenko al terzo posto nella lista deputata e quindi presidente della Verchovna Rada (Parlamento ucraino) per le questioni sanitarie.
Autrice di oltre 70 pubblicazioni scientifiche e 14 brevetti per scoperte nel campo della cura delle malattie della pelle e fondatrice del complesso architettonico e museale del castello di Radomyšl'. È anche cantautrice di testi di poeti ucraini. 

## Biografia

### Primi anni
Ol'ha Bohomolec' è nata nel marzo 1966 a Kiev, in una famiglia di medici. Da parte di madre proviene dalla nobiltà lituano-rutena dello stemma pomiano. È pronipote di Oleksandr Bogomolec', accademico delle Scienze.
Nel 1989 si è laureata all'istituto medico di Kiev (ora Università Nazionale Medica Bogomolec', Kiev). Dal 1993 al 1994, ha studiato presso l'università medica della Pennsylvania e l'Istituto di Dermatopatologia Bernard Ackerman a Filadelfia, negli Stati Uniti.

### Attività medica
Dopo essere tornata a casa dagli Stati Uniti, ha avviato la propria clinica di medicina laser, ora conosciuta come Istituto di dermatologia e cosmetologia del Dr. Bohomolec'. Dal 2003 è primario dell'Istituto di Dermatologia e Cosmetologia. Dal dicembre 2004 all'ottobre 2005, Bohomolec' è stata il medico personale di Viktor Juščenko, all'epoca presidente dell'Ucraina.
Bohomolec' è l'organizzatrice della campagna di beneficenza annuale a livello nazionale "Giornata del melanoma". Nel 2012 ha fondato il progetto telemedico per la diagnosi a distanza delle nuove formazioni cutanee «Istituto di teledermatologia». Ha scritto oltre 70 lavori di ricerca in dermatologia ed è titolare di 14 brevetti per invenzioni in questo ramo della medicina. Bohomolec' è membro dell'American Academy of Dermatology, dell'European Academy of Dermatology and Venerology e della New York Academy of Sciences. Dal 2010 Bohomolec' è stata anche autore curatrice del corso di lezioni per medici su dermatooncologia di base e dermatoscopia presso l'Università di Medicina di Charkiv.

### Attività politica
Bohomolec' ha preso parte attiva alla Rivoluzione della Dignità in Ucraina (2013-2014). 

#### Proteste Maidan

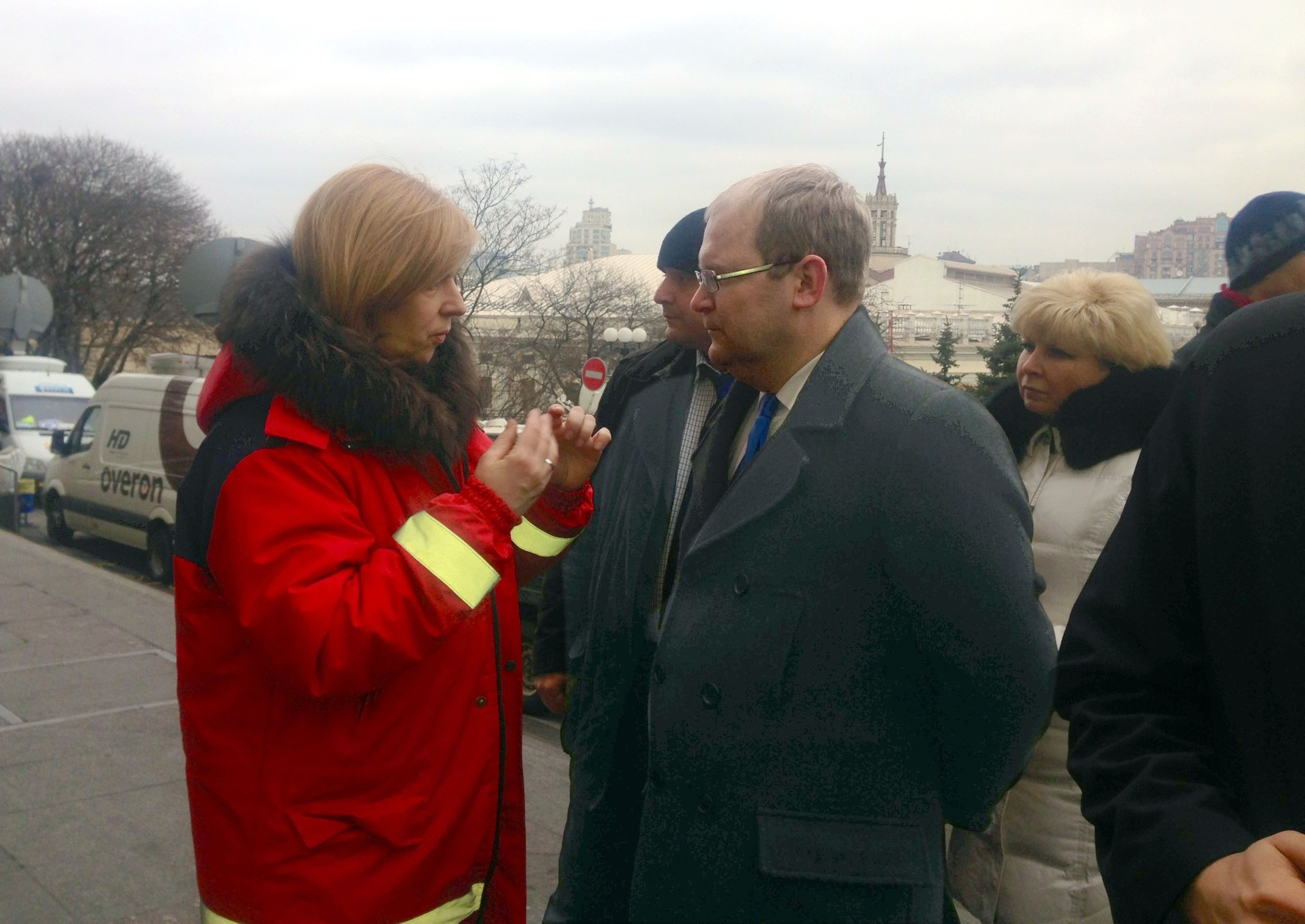
Urmas Paet con Ol'ha Bohomolec' a Piazza dell'Indipendenza il 25 febbraio 2014

Nel novembre 2013 ha incoraggiato i suoi studenti a prendere parte alle proteste di Euromaidan. Ha anche organizzato e coordinato il servizio medico di Maidan durante la rivoluzione. Come capo di un centro di coordinamento, si è presa cura dei numerosi feriti a Majdan. Secondo le loro stesse dichiarazioni, 12 persone sono morte tra le loro braccia. Ha ripetutamente commentato sui civili e il personale militare assassinati dai cecchini a Majdan Nezaležnosti il 20 e 21 febbraio 2014 e ha chiesto un'indagine penale forense completa su queste morti. Ha incoraggiato gli esperti internazionali e gli investigatori ucraini ad analizzare il tipo di armi utilizzate dalla moltitudine di cecchini in base alle munizioni e alla balistica.
È stata insignita del Premio della Fondazione Lech Wałęsa nel 2014, insieme ad altri partecipanti ad eventi rivoluzionari a Kiev.

#### Eletta nel Parlamento ucraico

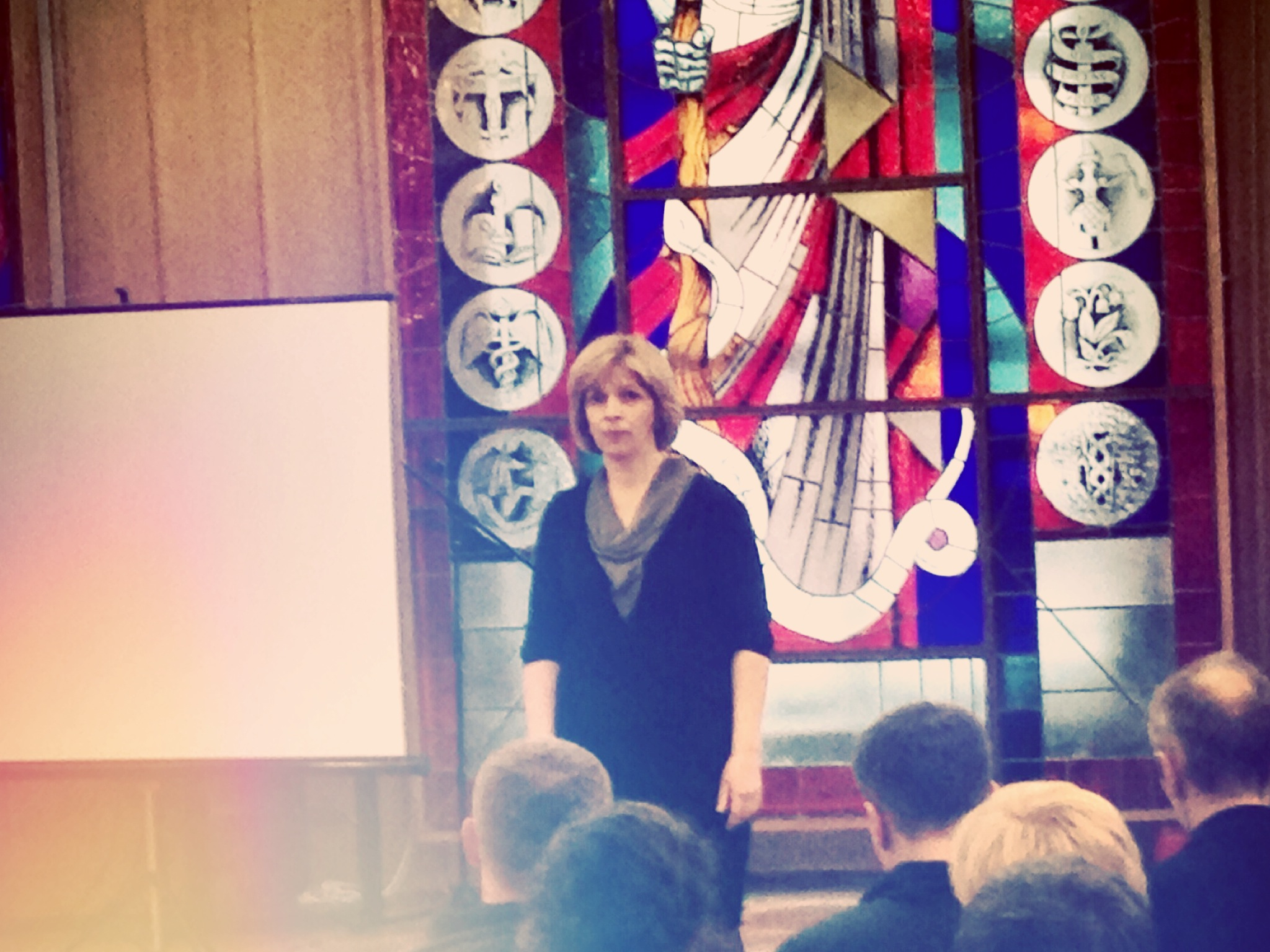
Olha Bohomolec' durante un incontro con i volontari della sua sede

Dopo la rivoluzione, si è candidata nel 2014 alla presidenza dell'Ucraina. Nelle elezioni presidenziali Bohomolec' ha ricevuto l'1,91% dei voti.
Il 1º settembre 2014 Bohomolec' è stata nominata consigliere del presidente Petro Porošenko. Nelle elezioni parlamentari ucraine del 2014, è stata eletta deputato, essendo nella top 10 della lista elettorale del blocco Petro Poroshenko.  Dal 4 dicembre 2014, Bohomolec' è presidente della Commissione parlamentare per l'assistenza sanitaria.
Bohomolec' ha avviato la piattaforma di sanità pubblica Ucraina 80+ per aumentare l'aspettativa di vita degli ucraini a 80 anni (2014-2015). Nel 2015, è stata la coordinatrice dei preparativi del primo progetto di dottrina medico-militare per l'Ucraina. Ha anche avviato la piattaforma pubblica "Ljudy dopomahajut' ljudjam" per un'assistenza diretta e mirata alle famiglie delle persone uccise durante la Rivoluzione della Dignità e dei soldati uccisi mentre difendevano l'Ucraina dall'invasione russa dell'area del Donbass (2014-2015). .
Il 15 giugno 2018, l'ex prima signora Hanna Turčynova ha suscitato polemiche sostenendo che non esiste alcuna discriminazione contro le donne in Ucraina e definendo i rappresentanti della comunità LGBT una "deviazione dalla norma", l'omosessualità una malattia e una famiglia eterosessuale per un bambino "un ideale a cui tendere”. Il 20 giugno, attivisti e rappresentanti di organizzazioni per i diritti umani hanno chiesto che Viktor Andruščenko, il rettore dell'Università pedagogica nazionale intitolata al deputato Drahomanov, licenziasse Anna Turčynova a causa della sua omofobia pubblica, facendo riferimento al blog di Turčynova "Omo-dittatura. Parte 1. Come ai bambini corrotti". La posizione di Anna Turčynova è stata criticata anche dal Ministero dell'Istruzione e della Scienza dell'Ucraina. Bohomolec', una devota cristiana ortodossa madre di quattro figli, ha difeso la posizione di Turčynova e l'ha sostenuta pubblicamente.
Bohomolec' era candidata alle elezioni presidenziali ucraine del 2019. Ha depositato i documenti presso la Commissione elettorale centrale il 16 gennaio 2019. Alle elezioni ha ricevuto lo 0,17% dei voti. Non ha preso parte alle elezioni parlamentari del 2019.

### Attività artistiche

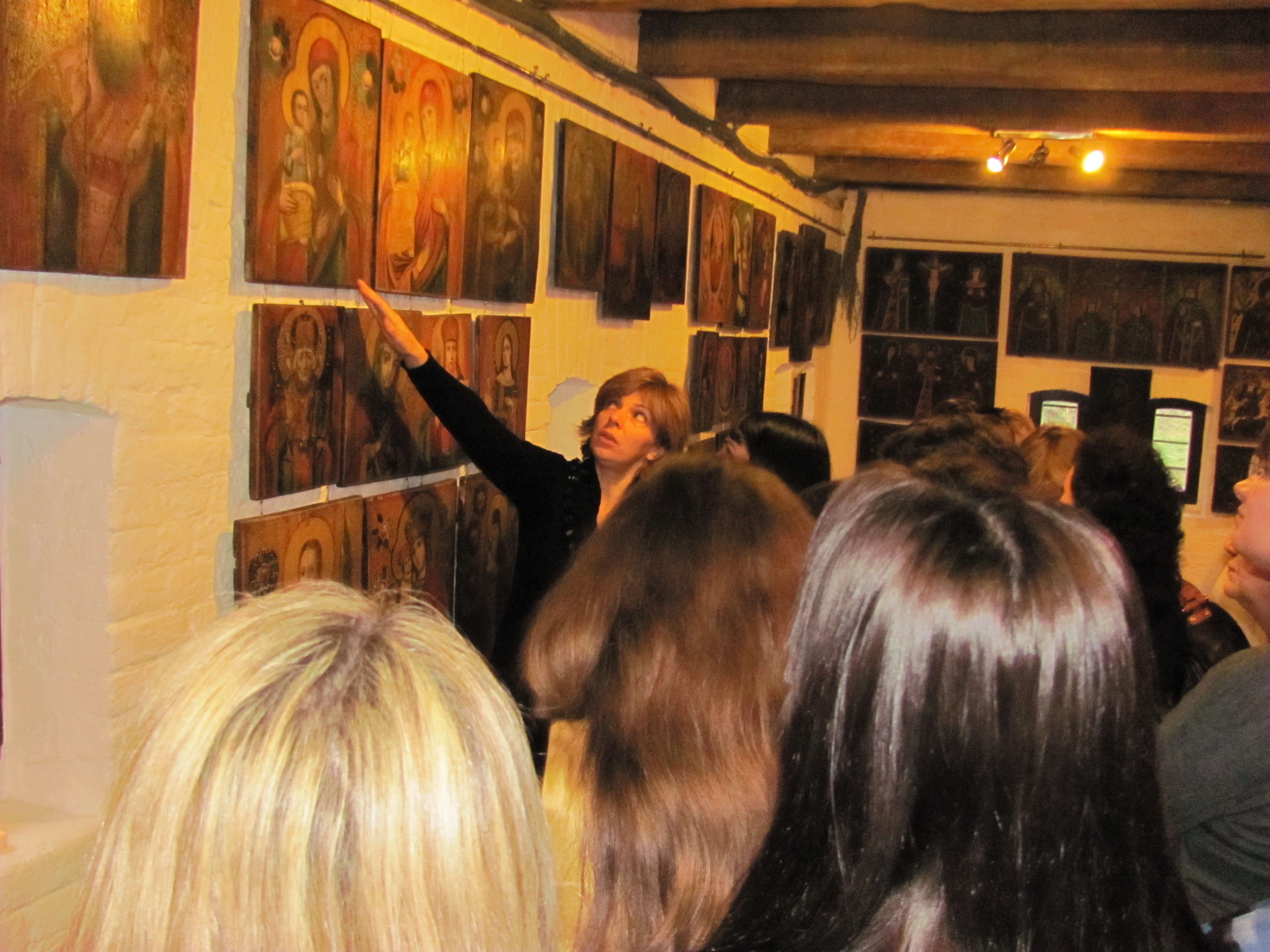
Olga Bohomolec' mostra la sua collezione ai visitatori del castello di Radomyšl'

Bohomolec' è anche conosciuta come cantante che utilizza testi di poeti ucraini (Lina Kostenko, Olena Teliha, ecc.) e suoi stessi. È la vincitrice del concorso di poesia canora tutto ucraino "Oberih" (Il segno di guardia) e dei concorsi internazionali di canzone "Sopot" (Polonia) e "Bili vitryna" (Ucraina). Vincitrice del Premio Speciale di "Radio Svoboda" (1991), tutti i suoi concerti sono di beneficenza e mirano a sostenere le persone socialmente non protette e il patrimonio culturale ucraino.
Organizza mostre di icone ucraine provenienti dalla propria collezione, con l'obiettivo di difendere la cultura ucraina. È la fondatrice del complesso storico e culturale “castello di Radomyšl'”, inaugurato nel 2007.
Più in generale, Olga Bohomolec' organizza e partecipa a campagne civiche per difendere il patrimonio storico e culturale ucraino.

## Vita privata
Sposata con Igor Kiriljuk, avvocato. Quattro i figli: Andrij e Kateryna, Anna e Sofija.